# Hôtel Talairat
L'hôtel Talairat est un hôtel particulier classé monument historique situé dans la ville de Brioude, sous-préfecture de la Haute-Loire, et dans la région administrative de l'Auvergne-Rhône-Alpes.

## Description historique
Les origines de cet hôtel sont inconnues, néanmoins sa construction ne doit pas remonter au-delà de la fin du XVIe siècle. 
La cour intérieure est fermée par une grille dont une tourelle en encorbellement qui marque l'entrée et deux tours. Une porte, sous fronton, ayant une décoration à composition dissymétrique avec une menuiserie à la décoration sculptée, s'y remarque. Les armes des barons de Talayrat sont sculptées sur le tympan. Une ornementation différente orne la porte d'accès à la cour intérieure.
L'édifice comporte trois étages de panneaux qui supportent un panneau à colonnettes formant judas. Des portes Louis XV avec mouluration et ferrures subsistent au premier étage tandis que des colonnes cannelées corinthiennes supportant entablements et corniches de stucs bleus et blancs sont réalisés au salon de la façade.
La porte sur rue est classée au titre des monuments historiques par arrêté du 28 avril 1964.

## Galerie

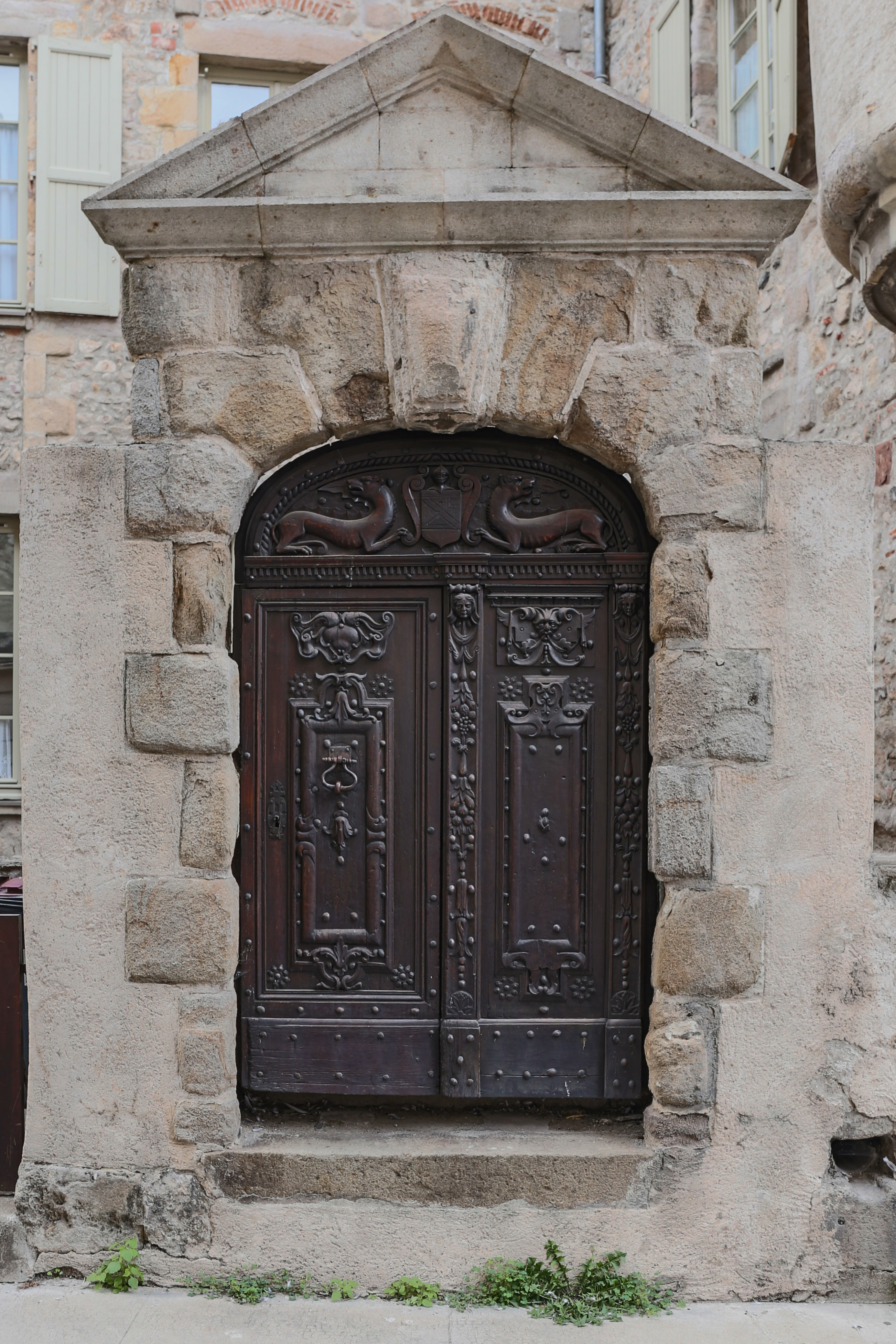
Porte.
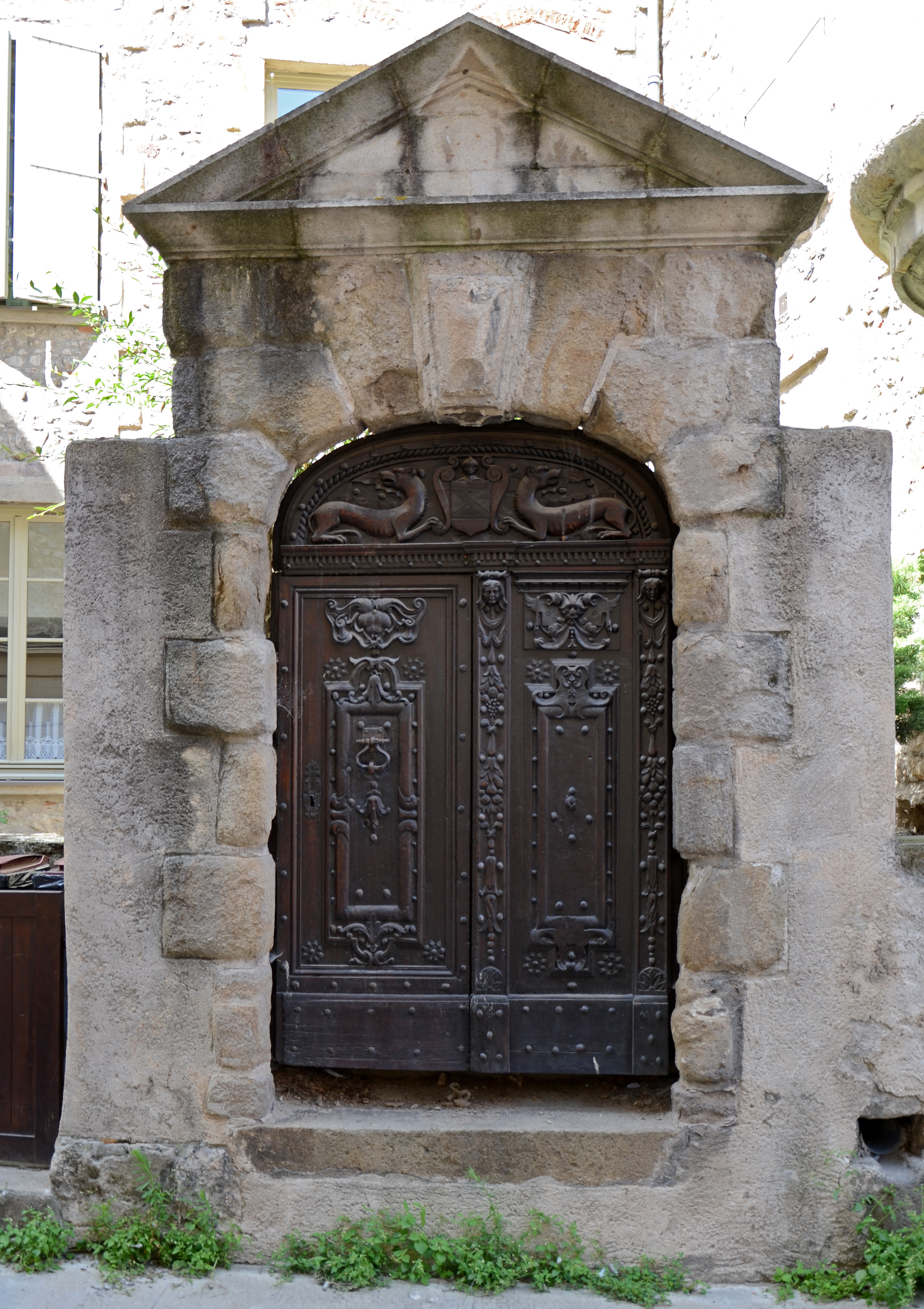
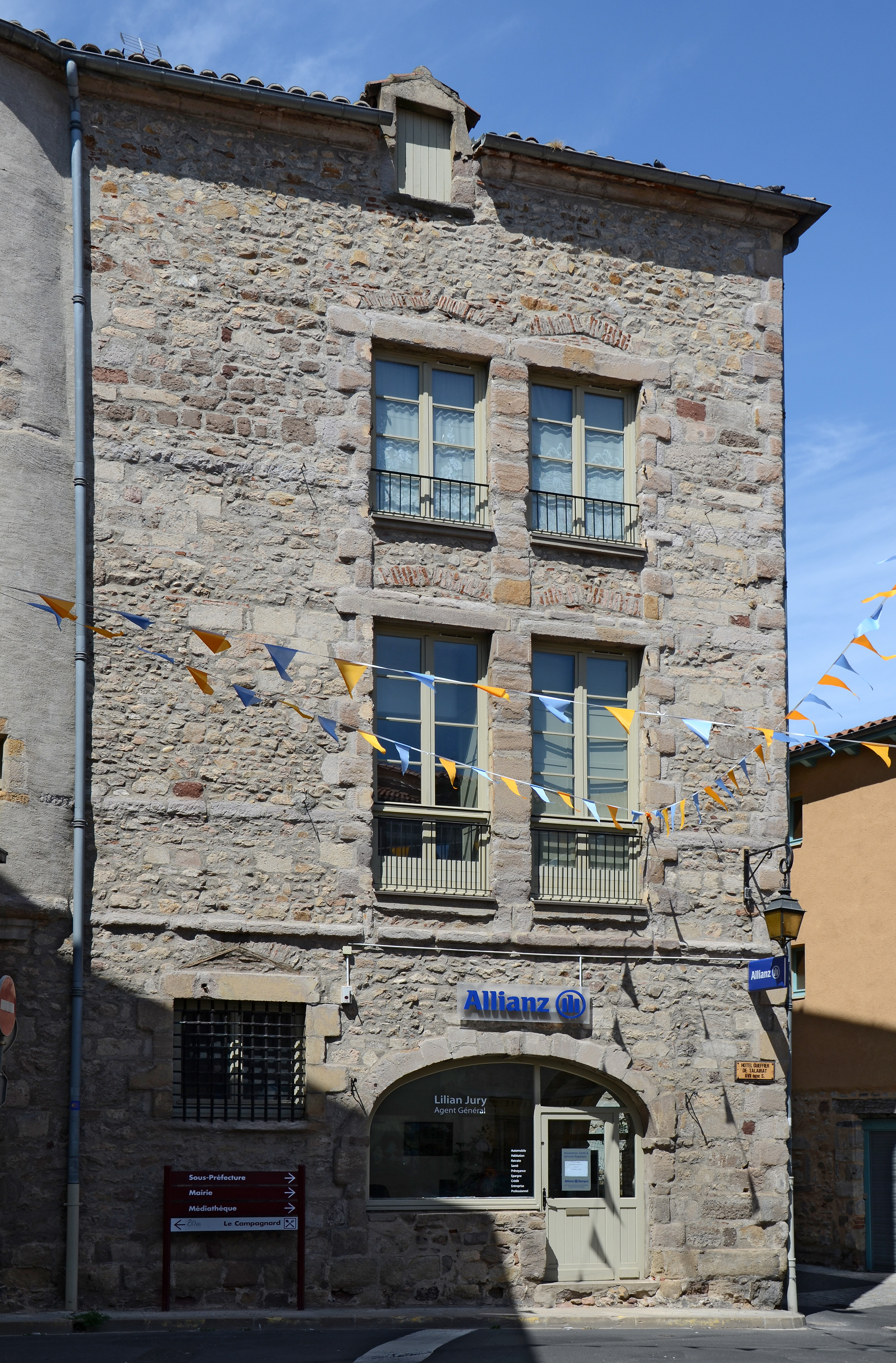
Façade.